# Список заслуженных артистов Российской Федерации 1995 года
Ниже приведён полный список заслуженных артистов Российской Федерации (434 человека) получивших звание в 1995 году (жирным шрифтом выделены артисты, ставшие позднее народными артистами РФ).

## 27 января 1995 — Указ № 1995,0078[1]
- Баграш Вячеслав Михайлович — Концертмейстер группы ударных инструментов Государственного академического русского народного оркестра имени Н. П. Осипова, город Москва
- Баргаева Надежда Аркадьевна — Артистка Калмыцкой государственной филармонии
- Березин Анатолий Алексеевич — Солист Красноярского государственного театра оперы и балета
- Биджиев Хасан Якубович — Артист, режиссёр-постановщик Республиканского Карачаевского драматического театра
- Борисова Альбина Михайловна — Солистка оперы Государственного театра оперы и балета Республики Саха (Якутия)
- Бородина Ольга Владимировна — Солистка оперы Государственного академического Мариинского театра, город Санкт-Петербург
- Бруни Алексей Михайлович — Солист, концертмейстер Российского Национального симфонического оркестра под управлением М. Плетнева, город Москва
- Быстров Борис Евгеньевич — Артист Московского театра имени М. Н. Ермоловой
- Горчакова Галина Владимировна — Солистка оперы Государственного академического Мариинского театра, город Санкт-Петербург
- Данюшин Игорь Михайлович — Артист Самарского театра юного зрителя «СамАрт»
- Девятов Владимир Сергеевич — Художественный руководитель, солист концертно-творческого коллектива «Русские напевы» Московского государственного концертного объединения «Москонцерт»
- Дитятев Сергей Михайлович — Артист Московского государственного концертного объединения «Москонцерт»
- Елизаров (Елизарьев) Анатолий Александрович — Доцент Российской академии театрального искусства, город Москва
- Жукова Татьяна Васильевна — Солистка оперы Самарского академического театра оперы и балета
- Загоринский Александр Игоревич — Концертмейстер группы виолончелей Академического симфонического оркестра Московской государственной филармонии
- Запорожец Александр Иванович — Артист Приморского краевого драматического театра имени М. Горького
- Ицкова Надежда Леонидовна — Артистка Омского государственного академического театра драмы
- Квик Георгий Алексеевич — Солист цыганского дуэта «Ромэн» Московского государственного концертного объединения «Москонцерт»
- Кирсанов Владимир Иванович — Доцент Российской академии театрального искусства, город Москва
- Кисляков Юрий Николаевич — Солист Государственного академического русского народного оркестра имени Н. П. Осипова, город Москва
- Колотилова Светлана Агафоновна — Артистка Рыбинского муниципального драматического театра Ярославской области
- Комова Татьяна Евгеньевна — Солистка цыганского дуэта «Ромэн» Московского государственного концертного объединения «Москонцерт»
- Кормаков Виктор Викторович — Солист Государственного академического русского народного ансамбля «Россия», город Москва
- Кудрявцева Нина Григорьевна — Артистка Академического хора русской песни Главной редакции музыкальных программ Российской государственной телерадиокомпании «Останкино», город Москва
- Курков Александр Валерьевич — Солист балета Государственного академического Мариинского театра, город Санкт-Петербург
- Махалина Юлия Викторовна — Солистка балета Государственного академического Мариинского театра, город Санкт-Петербург
- Миронюк Борис Николаевич — Артист Калининградского областного театра юного зрителя «Молодежный»
- Никитина Нина Яковлевна — Артистка Балашовского драматического театра Саратовской области
- Никитина Татьяна Владимировна — Артистка Костромского государственного драматического театра имени А. Н. Островского
- Николаева Наталья Ивановна — Артистка Московского драматического театра имени А. С. Пушкина
- Нэлин Эммануил Фроймович — Артист Московского еврейского театра «Шалом»
- Пирский Владимир Михайлович — Солист Государственного академического русского народного ансамбля «Россия», город Москва
- Поваляева (Цыганкова) Антонина Дмитриевна — Артистка Московского государственного концертного объединения «Москонцерт»
- Прокопьев Анатолий Алексеевич — Артист фортепианного квартета «Гран» Государственной филармонии на Кавказских Минеральных Водах, Ставропольский край
- Рузиматов Фарух Садуллоевич — Солист балета Государственного академического Мариинского театра, город Санкт-Петербург
- Румянцев Александр Васильевич — Солист Государственного академического русского народного оркестра имени Н. П. Осипова, город Москва
- Свекольников Владимир Степанович — Артист Псковского областного театра драмы имени А. С. Пушкина
- Семёнова Пелагея Васильевна — Артистка Санкт-Петербургского государственного кукольного театра Сказки
- Стародуб Елена Юрьевна — Артистка Российского государственного экспериментального «Театра на Покровке», город Москва
- Степаненко Елена Григорьевна — Артистка Концертного ансамбля эстрадных миниатюр под руководством Е. Петросяна Московского государственного концертного объединения «Москонцерт»
- Суханов Владимир Павлович — Заведующий кафедрой Уфимского государственного института искусств, Республика Башкортостан
- Тонин Игорь Михайлович — Художественный руководитель, главный дирижёр Государственной концертной организации — оркестра русских народных инструментов «Метелица», Ленинградская область
- Удалова Ирина Григорьевна — Солистка оперы Государственного академического Большого театра России, город Москва
- Уртенов Борис Хусеевич — Артист Республиканского Карачаевского драматического театра
- Чендев Геннадий Андреевич — Артист фортепианного квартета «Гран» Государственной филармонии на Кавказских Минеральных Водах, Ставропольский край
- Шварцберг Ива Владимировна — Артистка Воркутинского государственного драматического театра, Республика Коми
- Шуберт Леонид Леонидович — Концертмейстер группы басовых домр Государственного академического русского народного оркестра имени Н. П. Осипова, город Москва

## 27 февраля 1995 — Указ № 1995,0215[2]
- Добрынин Николай Маркович — Дирижёр ансамбля песни и пляски войск Тихоокеанского пограничного округа
- Канаков Валерий Леонидович, Сержант сверхсрочной службы — Дирижёр оркестра ансамбля песни и пляски Военно-Воздушных Сил Вооруженных Сил Российской Федерации
- Коркишко Виктор Антонович — Солист-вокалист ансамбля песни и пляски Тихоокеанского флота
- Пирогов Игорь Михайлович, Сержант сверхсрочной службы — Артист хора академического имени А. В. Александрова ансамбля песни и пляски Российской Армии
- Салмин Виктор Павлович, Младший сержант сверхсрочной службы — Солист танцевальной группы академического имени А. В. Александрова ансамбля песни и пляски Российской Армии

## 17 марта 1995 — Указ № 1995,0284[3]
- Авдонина Галина Владимировна — Артистка Рязанского государственного театра драмы
- Агафонов Юрий Васильевич — Артист Пермской областной филармонии
- Бахарева Регина Константиновна — Концертмейстер вокально-хорового коллектива Главной редакции музыкальных программ Российской государственной телерадиокомпании «Останкино», город Москва
- Белов Рудольф Васильевич — Артист Московского государственного концертного объединения «Москонцерт»
- Блинков Валерий Яковлевич — Солист Хабаровской краевой филармонии
- Борискова Наталья Дмитриевна — Солистка творческого объединения «Клуб русского искусства», город Москва
- Бруштейн Надежда Павловна — Артистка камерного вокального ансамбля «Меридиан» Государственного гастрольно-концертного центра «Ивановоконцерт»
- Бурлуцкий Владимир Николаевич — Солист Ростовского государственного театра музыкальной комедии
- Буробин Владимир Ефимович — Артист Государственного Рязанского русского народного хора
- Валюшкина Елена Викторовна — Артистка Государственного академического театра имени Моссовета, город Москва
- Ванин Алексей Сергеевич — Артист Московского театра на Юго-Западе
- Васильева Елена Георгиевна — Артистка камерного вокально-хорового коллектива Российской государственной телерадиокомпании «Останкино», город Москва
- Винцкевич Леонид Владиславович — Солист Курской областной филармонии
- Вишневский Валериян Степанович — Доцент Санкт-Петербургской государственной консерватории имени Н. А. Римского-Корсакова
- Ганчин Анатолий Иванович — Артист Минусинского драматического театра Красноярского края
- Голубенцева Наталья Александровна — Артистка студии детских и юношеских программ Российской государственной телерадиокомпании «Останкино», город Москва
- Готов Хусин Азамат-Гериевич — Солист Карачаево-Черкесской республиканской филармонии
- Готовцева Валентина Григорьевна — Артистка камерного вокально-хорового коллектива Российской государственной телерадиокомпании «Останкино», город Москва
- Гусельников Игорь Евгеньевич — Солист Московского государственного концертного объединения «Москонцерт»
- Данилов Николай Владимирович — Концертмейстер камерного вокально-хорового коллектива Российской государственной телерадиокомпании «Останкино», город Москва
- Державина Наталья Владимировна — Артистка студии детских и юношеских программ Российской государственной телерадиокомпании «Останкино», город Москва
- Ефремов Михаил Олегович — Артист Московского Художественного академического театра имени А. П. Чехова
- Ефремова Светлана Никитична — Солистка оперы Красноярского государственного театра оперы и балета
- Жданов Александр Михайлович — Артист Санкт-Петербургского государственного драматического театра «На Литейном»
- Жигарь-Мосунова Ирина Фёдоровна — Артистка Свердловского государственного академического театра драмы
- Зарицкий Владимир Денисович — Главный дирижёр духового оркестра управления культуры администрации Белгородской области
- Калашникова Елена Юрьевна — Солистка Государственного академического русского народного ансамбля «Россия», город Москва
- Калашникова Нина Александровна — Солистка Саратовской областной филармонии
- Калинина Любовь Викторовна — Диктор дирекции «Радио-1» Российской государственной телерадиокомпании «Останкино», город Москва
- Кондратьев Сергей Львович — Артист концертного ансамбля эстрадных миниатюр под руководством Е.Петросяна Московского государственного концертного объединения «Москонцерт»
- Круговая Алевтина Петровна — Артистка Тамбовской областной филармонии
- Линник Вячеслав Иванович — Солист Санкт-Петербургского государственного театра музыкальной комедии
- Марушина Нина Александровна — Артистка Московского драматического театра имени А. С. Пушкина
- Медведева Бэла Александровна — Артистка Московского государственного концертного объединения «Москонцерт»
- Молчанова Алиса Алексеевна — Солистка Московского государственного академического театра оперетты
- Нагдасев Виктор Степанович — Артист Челябинского государственного драматического Камерного театра
- Несмиянова Ирина Евгеньевна — Артистка Калининградского областного театра юного зрителя «Молодежный»
- Нестеров Артур Алексеевич — Солист Воронежского государственного гастрольно-концертного объединения «Филармония»
- Петрова Любовь Григорьевна — Артистка республиканского русского театра драмы и комедии, Карачаево-Черкесская Республика
- Романова Людмила Афанасьевна — Артистка муниципального театра драмы, город Арзамас-16 Нижегородской области
- Рябова Светлана Леонидовна — Артистка Московского академического театра сатиры
- Сепкулов Фарид Якубович — Доцент Астраханской государственной консерватории
- Ситанов Владимир Алексеевич — Артист камерного вокального ансамбля «Меридиан» Государственного гастрольно-концертного центра «Ивановоконцерт»
- Скульская Заряна Александровна — Доцент Нижегородской государственной консерватории имени М. И. Глинки
- Сметанин Николай Николаевич — Артист камерного вокального ансамбля «Меридиан» Государственного гастрольно-концертного центра «Ивановоконцерт»
- Суфимова Гертруда Александровна — Артистка студии детских и юношеских программ Российской государственной телерадиокомпании «Останкино», город Москва
- Тихомолов Игорь Михайлович — Солист Новосибирского театра музыкальной комедии
- Царенко Дмитрий Алексеевич — Солист Государственного академического русского народного ансамбля «Россия», город Москва
- Цыганкова Людмила Николаевна — Концертмейстер Новосибирского театра музыкальной комедии
- Чуркин Александр Александрович — Артист Архангельского областного театра кукол
- Шлянцева Людмила Викторовна — Солистка Красноярского театра музыкальной комедии

## 25 апреля 1995 — Указ № 1995,0411[4]
- Абдуллаева Люция Каюмовна — Артистка Оренбургского государственного татарского драматического театра имени М.Файзи
- Авдеев Павел Прокофьевич — Балетмейстер Государственного ансамбля песни и танца «Чалдоны», Новосибирская область
- Алексеев Иван Петрович — Солист Свердловской государственной филармонии
- Алексеева Людмила Александровна — Солистка вокального ансамбля «Бабье лето» ассоциации исполнительского искусства «Русская исполнительская школа», город Москва
- Бенюмов Михаил Иосифович — Заведующий кафедрой Красноярского государственного института искусств
- Беркович Анатолий Александрович — Солист оперы Челябинского театра оперы и балета имени М. И. Глинки
- Богданова Татьяна Владимировна — Солистка Владимирского областного гастрольно-концертного объединения
- Болгова Светлана Николаевна — Главный хормейстер Камерного хора Новосибирской государственной филармонии
- Варфоломеева Людмила Григорьевна — Артистка балета Государственного ансамбля песни и танца «Чалдоны», Новосибирская область
- Вдовин Александр Иванович — Артист Московского театра юного зрителя
- Величко Надежда Павловна — Артистка Оренбургского областного драматического театра имени М. Горького
- Волшанинов Николай Николаевич — Солист Московского государственного концертного объединения «Москонцерт»
- Воробьёва Тамара Серафимовна — Солистка Костромской областной филармонии и Архиерейского хора Богоявленско-Анастасиина кафедрального собора города Костромы
- Желябина (Ворона) Нина Васильевна — Солистка вокального ансамбля «Бабье лето» ассоциации исполнительского искусства «Русская исполнительская школа», город Москва
- Газманов Олег Михайлович — Артист товарищества «Эскадрон», город Москва
- Гейхман Марк Шолымович — Артист Московского еврейского театра «Шалом»
- Германова Евдокия Алексеевна — Артистка Московского театра под руководством О. Табакова
- Головушкина Валентина Ивановна — Артистка Краснодарского краевого театра кукол
- Горбунова (Лебедева) Татьяна Николаевна — Артистка Государственного академического Малого театра России, город Москва
- Григорюк Виктор Иванович — Артист Ярославского государственного театра юного зрителя
- Данилина Елена Анатольевна — Артистка Пермской областной филармонии
- Доронин Юрий Николаевич — Солист Российской государственной концертной компании «Содружество», город Москва
- Ерёменко Ирина Юрьевна — Артистка Государственного ансамбля песни и пляски донских казаков Ростовской областной государственной филармонии
- Жмакова Антонина Анатольевна — Художественный руководитель, солистка объединения коллективов современной музыки «Спрут» при Московском государственном концертном объединении «Москонцерт»
- Волшанинова (Золотарева) Рада (Бронислава Александровна) — Солистка Московского государственного концертного объединения «Москонцерт»
- Иванов Юрий Иванович — Артист Ярославского государственного театра юного зрителя
- Иошпе Алла Яковлевна — Солистка Московского государственного концертного объединения «Москонцерт»
- Кашицкая Светлана Яковлевна — Артистка Бугурусланского драматического театра имени Н. В. Гоголя Оренбургской области
- Кекшоев Михаил Николаевич — Артист Государственного академического симфонического оркестра под управлением Е. Светланова, город Москва
- Кильдиярова Флюра Ахметшеевна — Солистка Башкирской государственной филармонии
- Костылев Сергей Анатольевич — Артист Государственного ансамбля танца «Сувенир» Московской областной филармонии
- Кремнева Анна Ивановна — Артистка Краснодарского краевого театра кукол
- Ланцева Маргарита Ивановна — Артистка Волгоградского театра юного зрителя
- Ларин Юрий Яковлевич — Концертмейстер, солист Академического симфонического оркестра Московской государственной филармонии
- Лебедева Антонина Викторовна — Солистка Ставропольского краевого театра музыкальной комедии
- Лычёв Сергей Николаевич — Артист Хабаровского краевого театра драмы
- Межакова Любовь Александровна — Артистка Государственного академического хореографического ансамбля «Березка», город Москва
- Мищенко Александр Сергеевич — Артист Государственного ансамбля песни и пляски донских казаков Ростовской областной государственной филармонии
- Мусаелян Александр Самвелович — Артист Государственного академического симфонического оркестра под управлением Е.Светланова, город Москва
- Назарова Таисия Павловна — Артистка Вышневолоцкого государственного драматического театра Тверской области
- Осипова Кира Павловна — Артистка Вологодского областного театра юного зрителя
- Петрова Инна Александровна — Солистка балета Государственного академического Большого театра России, город Москва
- Меримсон (Пономаренко) Марина Давыдовна — Артистка Челябинского государственного академического театра драмы имени С.Цвиллинга
- Рахимов Стахан Мамеджанович — Солист Московского государственного концертного объединения «Москонцерт»
- Романова Галина Ивановна — Артистка Новокузнецкого театра кукол, Кемеровская область
- Романова Светлана Валентиновна — Солистка балета Театра балета Государственного Кремлёвского Дворца, город Москва
- Савчук Людмила Анатольевна — Старший преподаватель Ярославского государственного театрального института
- Смирнов Николай Алексеевич — Солист Ставропольского краевого театра музыкальной комедии
- Титов Леонид Алексеевич — Артист Государственного Омского русского народного хора
- Федашова Ольга Константиновна — Артистка Государственного Омского русского народного хора
- Федотов Максим Викторович — Солист Московской государственной филармонии
- Флейшер Игорь Яковлевич — Доцент Красноярского государственного института искусств
- Фомина Тамара Васильевна — Солистка Свердловской государственной филармонии
- Фофанов Геннадий Николаевич — Артист Московской областной филармонии
- Хугаев Сурен Туганович — Артист Северо-Осетинского государственного драматического театра имени В. Тхапсаева
- Шляхтов Вячеслав Григорьевич — Солист Московского государственного академического театра оперетты
- Юзвенко Валентина Степановна — Солистка оперы Санкт-Петербургского государственного академического театра оперы и балета имени М. П. Мусоргского

## 11 мая 1995 — Указ № 1995,0483[5]
- Немаков Виктор Петрович, Подполковник - Начальник военно-оркестровой службы Северо-Западного округа внутренних войск
- Прокопенко Юрий Илларионович, Старшина сверхсрочной службы — Солист хора ансамбля песни и пляски Уральского военного округа

## 30 мая 1995 — Указ № 1995,0551[6]
- Аксёнова Екатерина Всеволодовна — Педагог-репетитор Театра балета Государственного Кремлёвского Дворца, город Москва
- Булавин Юрий Васильевич — Художественный руководитель казачьего ансамбля «Кубанцы», Краснодарский край
- Васильева Надежда Викторовна — Артистка Ростовского областного театра кукол
- Гергиева Лариса Абисаловна — Концертмейстер Пермского государственного академического театра оперы и балета имени П. И. Чайковского
- Гореткин Александр Борисович — Артист Академического Большого концертного оркестра Российской государственной телерадиокомпании «Останкино»
- Гущина Ольга Владимировна — Артистка Новосибирского областного театра кукол
- Дандышев Виталий Дмитриевич — Артист Государственного концертно-филармонического учреждения «Петербург-концерт»
- Ефремов Иван Никитович — Концертмейстер группы валторн симфонического оркестра Ярославской областной филармонии
- Заварский Марк Абрамович — Концертмейстер группы кларнетов симфонического оркестра Ярославской областной филармонии
- Зудина Марина Вячеславовна — Артистка Московского театра под руководством О. Табакова
- Иванкова Валентина Ивановна — Артистка Донского театра драмы и комедии имени В. Ф. Комиссаржевской (Казачьего драматического театра), Ростовская область
- Киричуков Александр Алексеевич — Преподаватель Государственного училища циркового и эстрадного искусства имени М. Н. Румянцева (Карандаша), город Москва
- Киселёва Наталья Юрьевна — Артистка Челябинского государственного драматического Камерного театра
- Клевцов Юрий Викторович — Солист балета Государственного академического Большого театра России, город Москва
- Корохов Игорь Абрамович — Концертмейстер группы альтов Академического Большого концертного оркестра Российской государственной телерадиокомпании «Останкино»
- Линник Анна Сергеевна — Солистка балета Санкт-Петербургского государственного академического театра оперы и балета имени М. П. Мусоргского
- Манихина Раиса Ивановна — Артистка Кировского государственного театра юного зрителя — «Театра на Спасской», Кировская область
- Марусяк Светлана Ивановна — Солистка Государственного вокально-хореографического ансамбля «Русь» Владимирского областного гастрольно-концертного объединения
- Михальченко Валерий Васильевич — Художественный руководитель, главный дирижёр Камерного хора Челябинского государственного концертного объединения
- Никольский Глеб Александрович — Солист оперы Государственного академического Большого театра России, город Москва
- Нифонтова Лика (Лиана) Алексеевна — Артистка Российского государственного театра «Сатирикон» имени А.Райкина, город Москва
- Носова Наталья Николаевна — Артистка муниципального театра кукол города Северска Томской области
- Омелянский Владимир Юрьевич — Художественный руководитель творческого объединения «Ренессанс», Приморский край
- Пищаев Виктор Александрович — Солист оперы Санкт-Петербургского государственного академического театра оперы и балета имени М. П. Мусоргского
- Резицкий Владимир Петрович — Художественный руководитель джаз-центра Архангельского городского культурного центра
- Рыбальченко Александр Сергеевич — Артист Ростовского областного театра кукол
- Сиухин Генрих Иванович — Артист Государственного концертно-филармонического учреждения «Петербург-концерт»
- Смирнов Леонид Константинович — Солист оркестра Государственного академического хореографического ансамбля «Березка», город Москва
- Старухин Сергей Георгиевич — Артист Московского музыкального театра пластических искусств
- Сторожик Валерий Степанович — Артист Государственного академического театра имени Моссовета
- Сурикова Вера Спиридоновна — Солистка оперы Нижегородского государственного академического театра оперы и балета имени А. С. Пушкина
- Терюшнова Ольга Александровна — Солистка оперы Государственного академического Большого театра России, город Москва
- Усачёв Лев Георгиевич — Преподаватель Государственного училища циркового и эстрадного искусства имени М. Н. Румянцева (Карандаша), город Москва
- Успенский Николай Владимирович — Концертмейстер группы вторых скрипок Академического Большого концертного оркестра Российской государственной телерадиокомпании «Останкино»
- Фадеев Михаил Викторович — Концертмейстер Академического Большого концертного оркестра Российской государственной телерадиокомпании «Останкино»
- Хазанов Исай Борисович — Концертмейстер группы вторых скрипок Академического Большого концертного оркестра Российской государственной телерадиокомпании «Останкино»
- Худякова Ирина Михайловна — Артистка балета Государственного академического хореографического ансамбля «Березка», город Москва
- Чернявский Владислав Иванович — Артист Воронежского государственного театра кукол «Шут»
- Чуев Михаил Алексеевич — Солист Осетинского эстрадного центра «Лидер», Республика Северная Осетия
- Шатовский Геннадий Казимирович — Солист Волгоградского театра музыкальной комедии
- Шутов Анатолий Александрович — Артист Комсомольского-на-Амуре театра драмы Хабаровского края
- Щербаков Дальвин Александрович — Артист Московского театра на Таганке
- Якобсон Константин Александрович — Доцент Красноярского государственного института искусств

## 4 августа 1995 — Указ № 1995,0812[7]
- Беляев Юрий Викторович — Артист Московского театра на Таганке
- Бондаренко Павел Фёдорович — Артист Таганрогского мемориального Чеховского театра, Ростовская область
- Бочоришвили Ирина Автандиловна — Артистка Московского театра на Юго-Западе
- Василевский Александр Николаевич — Артист Московского государственного концертного объединения «Москонцерт»
- Введенский Владимир Андреевич — Преподаватель Государственного музыкально-педагогического института имени М. М. Ипполитова-Иванова, город Москва
- Волкович Григорий Аронович — Артист оркестра Российского государственного академического театра драмы имени А. С. Пушкина, город Санкт-Петербург
- Воронцов Юрий Сергеевич — Солист Московской областной филармонии
- Гаврилова Наталья Сергеевна — Артистка Московской государственной филармонии
- Глебова Елена Петровна — Артистка Московского художественного академического театра имени М. Горького
- Границын Владимир Михайлович — Художественный руководитель, артист Санкт-Петербургского государственного театра миниатюр
- Гриценко Ирина Васильевна — Артистка Таганрогского мемориального Чеховского театра, Ростовская область
- Губин Олег Викторович — Артист Государственного академического русского народного хора имени М. Е. Пятницкого, город Москва
- Гулага Татьяна Геннадьевна — Артистка Калининградского областного театра кукол
- Екатерининская Мария Михайловна — Артистка Московского государственного концертного объединения «Москонцерт»
- Жуков Владимир Анатольевич — Художественный руководитель, солист Калининградской областной филармонии
- Жукова Ольга Васильевна — Солистка Владимирского областного гастрольно-концертного объединения
- Захарова Александра Марковна — Артистка Московского театра «Ленком»
- Заходяев Виктор Николаевич — Артист Московского государственного концертного объединения «Москонцерт»
- Звонарёва Светлана Георгиевна — Концертмейстер Московской государственной филармонии
- Зеленская Елена Эмильевна — Солистка оперы Московского муниципального театра «Новая опера»
- Ищенко Наталья Петровна — Преподаватель Челябинского высшего музыкально-педагогического колледжа имени П. И. Чайковского
- Ищенко Николай Прокофьевич — Преподаватель Челябинского высшего музыкально-педагогического колледжа имени П. И. Чайковского
- Калиновская Ирина Борисовна — Доцент Красноярского государственного института искусств
- Каплан Лев Яковлевич — Концертмейстер Академического симфонического оркестра Московской государственной филармонии
- Корзенков Олег Александрович — Артист Театра балета Государственного Кремлёвского Дворца, город Москва
- Коробейникова Наталья Петровна — Доцент Краснодарской государственной академии культуры
- Корольков Виктор Сергеевич — Артист театра классического балета Новгородской областной филармонии
- Кулинкина Наталья Алексеевна — Артистка Московского драматического театра «Сопричастность»
- Литвинова Наталья Николаевна — Артистка Московского государственного концертного объединения «Москонцерт»
- Малишевский Евгений Владимирович — Артист Воронежского академического театра драмы имени А. В. Кольцова
- Масько Светлана Михайловна — Артистка Московского драматического театра имени Н. В. Гоголя
- Низиенко, Николай Филиппович — Солист оперы Государственного академического Большого театра России, город Москва
- Овсянников Василий Петрович — Солист Русского камерного оркестра «Лад», Омская область
- Оствальд Ольга Николаевна — Артистка Томского театра юного зрителя
- Павлов Сергей Иванович — Артист Архангельского областного государственного молодёжного театра-студии
- Потапова Елена Владимировна — Солистка балета Государственного академического русского народного хора имени М. Е. Пятницкого, город Москва
- Проценко Галина Леонидовна — Артистка Иркутского областного театра юного зрителя имени А. Вампилова
- Развалов Геннадий Иванович — Артист Костромского областного театра кукол
- Сальников Павел Константинович — Главный дирижёр Московского государственного академического театра оперетты
- Сергеев Валерий Валентинович — Артист Российского государственного академического театра драмы имени Ф. Г. Волкова, город Ярославль
- Симонов Владимир Александрович — Артист Государственного академического театра имени Евг. Вахтангова, город Москва
- Симонова Людмила Петровна — Преподаватель Государственного музыкально-педагогического института имени М. М. Ипполитова-Иванова, город Москва
- Скворцов Александр Александрович — Артист Московского драматического театра имени Н. В. Гоголя
- Соколов Сергей Александрович — Художественный руководитель, главный дирижёр Академического мужского хора участников Великой Отечественной войны, город Москва
- Спивак Анатолий Мордкович — Концертмейстер Московской государственной филармонии
- Станевич Инна Эдуардовна — Артистка Краснодарского государственного театра драмы
- Тарасова Марина Георгиевна — Солистка Московской государственной филармонии
- Терехов Эдуард Аркадьевич — Артист Самарского театра юного зрителя «СамАрт»
- Торощина Татьяна Николаевна — Артистка Камышинского драматического театра, Волгоградская область
- Урбанович Владимир Георгиевич — Доцент Краснодарской государственной академии культуры
- Фёдоров Александр Дмитриевич — Артист Саратовского театра юного зрителя
- Ходарин Виктор Алексеевич — Артист Владимирского областного драматического театра имени А. В. Луначарского
- Хрупин Сергей Яковлевич — Артист Томского театра юного зрителя
- Чернов Александр Николаевич — Главный хормейстер Санкт-Петербургского государственного академического театра оперы и балета имени М. П. Мусоргского
- Чукин Виктор Юрьевич — Артист Курганского областного драматического театра
- Чукина Елена Леонидовна — Артистка Курганского областного драматического театра
- Швецов Михаил Фёдорович — Заведующий кафедрой Воронежского государственного института искусств
- Ширкин Василий Петрович — Солист Карельской государственной филармонии
- Шпиллер Виктор Викторович — Солист Московского государственного концертного объединения «Москонцерт»
- Штраус Юрий Геннадьевич — Художественный руководитель Московского театра комедии «У Покровских ворот»
- Шубин Юрий Григорьевич — Солист Свердловской государственной филармонии
- Яковлев Юрий Васильевич — Солист Свердловской государственной филармонии
- Яницкая Людмила Георгиевна — Солистка оперы Красноярского государственного театра оперы и балета
- Янушевич Владислав Витальевич — Заведующий кафедрой Хабаровского государственного института искусств и культуры

## 5 августа 1995 — Указ № 1995,0820[8]
- Агешин Борис Дмитриевич — Артист Государственного концертно-филармонического учреждения «Петербург-концерт»
- Байдин Юрий Васильевич — Артист Государственной компании «Российский цирк», город Москва
- Башловкин Андрей Борисович — Режиссёр-постановщик Санкт-Петербургского государственного академического театра оперы и балета имени М. П. Мусоргского
- Греков Леонид Петрович — Артист Московского государственного академического симфонического оркестра под управлением П. Когана
- Егоров Владимир Михайлович — Артист товарищества «Московский цирк на Цветном бульваре»
- Зубарева Ирина Леонидовна — Артистка Тверского государственного театра кукол
- Клименко Светлана Алексеевна — Солистка Архангельской государственной филармонии
- Корешков Александр Николаевич — Солист Российского национального симфонического оркестра под управлением М. Плетнева, город Москва
- Кудрявцев Виктор Павлович — Артист товарищества «Московский цирк на Цветном бульваре»
- Лавринайтис Татьяна Андреевна — Доцент Дальневосточного государственного института искусств, Приморский край
- Мадянов Роман Сергеевич — Артист Московского академического театра имени Вл. Маяковского
- Ника (Мальгина Ирина Николаевна) — Солистка Московского государственного концертного объединения «Москонцерт»
- Мащенко Владимир Петрович — Артист Московского театрацентра имени М. Н. Ермоловой
- Морозовский Владимир Александрович — Артист Государственной компании «Российский цирк», город Москва
- Муралёв Александр Степанович — Солист симфонического оркестра Омской областной филармонии
- Певцов Дмитрий Анатольевич — Артист Московского государственного театра «Ленком»
- Перельман Соломон Абрамович — Артист Государственного концертно-филармонического учреждения «Петербург-концерт»
- Поздеев Николай Юрьевич — Артист Санкт-Петербургского государственного театра эстрады
- Преображенская Галина Сергеевна — Концертмейстер Московской государственной филармонии
- Садофьева Наталья Владимировна — Артистка Государственной компании «Российский цирк», город Москва
- Саракваша Виктор Васильевич — Артист Московского театрацентра имени М. Н. Ермоловой
- Селезнёва Ольга Ивановна — Артистка Московского театрацентра имени М. Н. Ермоловой
- Серебрякова Алевтина Петровна — Артистка Прокопьевского драматического театра, Кемеровская область
- Серебрякова Нелли Михайловна — Солистка Государственного Московского областного хора
- Томилин Юрий Владимирович — Артист Тамбовского государственного театра драмы
- Форостенко Олег Николаевич — Артист Государственного академического театра имени Евг. Вахтангова, город Москва
- Шорохов Владимир Петрович — Артист Брянского областного театра кукол

## 17 августа 1995 — Указ № 1995,0860[9]
- Алексеенко Виталий Васильевич — Солист-вокалист ансамбля песни и пляски Уральского военного округа
- Бобков Виктор Васильевич, Подполковник — Начальник военно-оркестровой службы Балтийского флота, военный дирижёр 33 военного оркестра штаба Балтийского флота
- Васильев Анатолий Фёдорович — Артист драматического театра имени Б. Лавренева Черноморского флота
- Глазков Владимир Иванович, Старший мичман — Солист хора ансамбля песни и пляски Тихоокеанского флота
- Дружинин Александр Анатольевич, Майор — Начальник, художественный руководитель 58 ансамбля песни и пляски Военно-Воздушных Сил
- Мельниченко Богдан Дмитриевич, Старшина сверхсрочной службы — Солист ансамбля песни и пляски Северного флота

## 19 октября 1995 — Указ № 1995,1062[10]
- Аббясов Харрис Идрисович — Солист ансамбля русских народных инструментов «Скоморошина» Ярославской областной филармонии
- Ампилова Капитолина Ивановна — Артистка Государственного концертно-филармонического учреждения «Петербург-концерт», город Санкт-Петербург
- Антонеев Юрий Геннадьевич — Артист Русского республиканского драматического театра, Республика Хакасия
- Асмаев Славик Михайлович — Артист балета Государственного ансамбля «Марий Эл» Марийской государственной филармонии имени Я. Эшпая
- Асташин Вадим Михайлович — Артист Российского государственного академического театра драмы имени Ф. Г. Волкова, город Ярославль
- Богданова Галина Алексеевна — Преподаватель, заместитель директора Государственного музыкально-педагогического института имени М. М. Ипполитова-Иванова, город Москва
- Борисов Евгений Иванович — Художественный руководитель, главный дирижёр Алтайского государственного оркестра русских народных инструментов «Сибирь»
- Васильев, Николай Иванович — Солист оперы Государственного академического Большого театра России, город Москва
- Дик Виктор Егорович — Артист балета Московского академического музыкального театра имени К. С. Станиславского и Вл. И. Немировича-Данченко
- Иловайский Евгений Серафимович — Артист Санкт-Петербургского государственного драматического театра «На Литейном»
- Кантемирова Тереза Махарбековна — Артистка Северо-Осетинского государственного академического театра имени В. Тхапсаева
- Кукушкин Михаил Георгиевич — Дирижёр Санкт-Петербургского государственного академического театра оперы и балета имени М. П. Мусоргского
- Мамиконов Георгий Рубенович — Художественный руководитель, директор шоу-группы «Доктор Ватсон» шоу-театра «Сюрприз», город Москва
- Мухарлямов Юрий Насимович — Солист-инструменталист камерного ансамбля «Барокко» Ярославской областной филармонии
- Никеев Владимир Арсеньевич — Солист-вокалист Омского государственного музыкального театра
- Попков Игорь Михайлович — Артист Новосибирского драматического театра «Красный факел»

## 27 ноября 1995 — Указ № 1995,1185[11]
- Ахметов Гариф Камильевич — Концертмейстер группы балалаек Академического оркестра русских народных инструментов Российской государственной телерадиокомпании «Останкино»
- Балашов Александр Иванович — Концертмейстер группы домр Академического оркестра русских народных инструментов Российской государственной телерадиокомпании «Останкино»
- Баршай Андрей Наумович — Солист оркестра Академического оркестра русских народных инструментов Российской государственной телерадиокомпании «Останкино»
- Бреда Маргарита Анатольевна — Артистка Российской государственной цирковой компании, город Москва
- Вальцева Татьяна Григорьевна — Артистка Академического хора русской песни Российской государственной телерадиокомпании «Останкино»
- Вергопуло Анатолий Аркадьевич — Артист Академического хора русской песни Российской государственной телерадиокомпании «Останкино»
- Воробьёв Виталий Филиппович — Артист Российской государственной цирковой компании, город Москва
- Горшунов Сергей Анатольевич — Артист Академического хора русской песни Российской государственной телерадиокомпании «Останкино»
- Гоца Андрей Дмитриевич — Артист балета Государственного Красноярского ансамбля танца Сибири имени М. С. Годенко
- Давидович Агнесса Владимировна — Артистка Государственного Красноярского ансамбля танца Сибири имени М. С. Годенко
- Дмитриева Ольга Николаевна — Артистка Московского драматического театра имени Н. В. Гоголя
- Захаров Вячеслав Трофимович — Преподаватель Государственного хабаровского краевого колледжа искусств
- Виситаева (Ибрагимова) Айна Казбековна — Артистка Российской государственной цирковой компании, город Москва
- Иванов Александр Михайлович — Артист Российской государственной цирковой компании, город Москва
- Калинская Татьяна Михайловна — Заместитель концертмейстера группы домр Академического оркестра русских народных инструментов Российской государственной телерадиокомпании «Останкино»
- Калинский Виктор Иванович — Концертмейстер группы домр Академического оркестра русских народных инструментов Российской государственной телерадиокомпании «Останкино»
- Кипнис Леонид Михайлович — Художественный руководитель Новосибирской государственной филармонии
- Комленко Ирина Акимовна — Солистка Ставропольского государственного театра музыкальной комедии
- Корнелюк Анатолий Васильевич — Артист Академического хора русской песни Российской государственной телерадиокомпании «Останкино»
- Кузин Валерий Михайлович — Художественный руководитель, главный дирижёр Русского камерного оркестра «Лад», Омская область
- Куликов Аркадий Анатольевич — Артист Тверского государственного театра кукол
- Кучеров Игорь Николаевич — Концертмейстер группы балалаек Академического оркестра русских народных инструментов Российской государственной телерадиокомпании «Останкино»
- Ледовская Наталья Викторовна — Артистка балета Московского академического музыкального театра имени К. С. Станиславского и Вл. И. Немировича-Данченко
- Ловчиков Владимир Александрович — Артист симфонического оркестра Воронежского государственного гастрольно-концертного объединения «Филармония»
- Луценко Людмила Леонидовна — Солистка Красноярской государственной филармонии
- Маркин Евгений Степанович — Артист оркестра Саратовского академического театра оперы и балета
- Масленников Владимир Борисович — Солист ансамбля русских народных инструментов «Скоморошина» Ярославской областной филармонии
- Михайлов Александр Адамович — Артист Магнитогорской городской филармонии Челябинской области
- Морозов Олег Владимирович — Руководитель группы баянистов Академического хора русской песни Российской государственной телерадиокомпании «Останкино»
- Мохов Александр Анатольевич — Артист Московского театра под руководством О. Табакова
- Мяловский Владимир Васильевич — Артист Российской государственной цирковой компании, город Москва
- Николаева Людмила Ивановна — Солистка Государственного академического русского народного оркестра имени Н. П. Осипова, город Москва
- Панин Борис Николаевич — Артист Московского драматического театра «Сопричастность»
- Погорелов Анатолий Евгеньевич — Заведующий кафедрой Воронежского государственного института искусств
- Поляков Владимир Андреевич — Солист Московской областной филармонии
- Попов Вячеслав Александрович — Артист Государственного концертно-филармонического учреждения «Петербург-концерт»
- Потрицаев Иван Михайлович — Солист оперы Новосибирского государственного академического театра оперы и балета
- Рабинович Юрий Григорьевич — Артист Хабаровской краевой филармонии
- Рукавишникова Ольга Михайловна — Солистка балета Государственного академического ансамбля народного танца под руководством И. Моисеева, город Москва
- Рыбин Валерий Михайлович — Художественный руководитель вокального ансамбля под руководством В. Рыбина «Мужской камерный хор», город Москва
- Савельев Юрий Николаевич — Преподаватель Государственного музыкально-педагогического института имени М. М. Ипполитова-Иванова, город Москва
- Ситникова Галина Васильевна — Солистка оркестра Академического оркестра русских народных инструментов Российской государственной телерадиокомпании «Останкино»
- Соколова Наталья Николаевна — Солистка оперы Красноярского государственного театра оперы и балета
- Супонин Николай Иванович — Артист Академического хора русской песни Российской государственной телерадиокомпании «Останкино»
- Суханов Дмитрий Александрович — Солист оперы Нижегородского государственного театра оперы и балета имени А. С. Пушкина
- Трусова Ирина Борисовна — Солистка Омского государственного музыкального театра
- Файзуллина Любовь Петровна — Артистка Академического хора русской песни Российской государственной телерадиокомпании «Останкино»
- Чугунов Валерий Александрович — Артист Российской государственной цирковой компании, город Москва
- Штатнов Станислав Андреевич — Дирижёр Калининградского областного духового оркестра
- Шуяков Виктор Иванович — Солист оркестра Академического оркестра русских народных инструментов Российской государственной телерадиокомпании «Останкино»
- Якубов Фяридя Энварович — Артист Российской государственной цирковой компании, город Москва

## 28 декабря 1995 — Указ № 1995,1325[12]
- Александрова Наталья Ивановна — Артистка ансамбля «Гусляры» Псковской областной филармонии
- Аркадьев Михаил Александрович — Преподаватель Академии хорового искусства, город Москва
- Арницанс Андрис Алоизович — Артист Государственного академического симфонического оркестра под управлением Е. Светланова, город Москва
- Безрук Григорий Степанович — Артист Калининградской областной филармонии
- Белевич Татьяна Георгиевна — Артистка Русского духовного театра «Глас», город Москва
- Белоусова Людмила Отаровна — Артистка Большого Московского государственного цирка на проспекте Вернадского
- Бехтерев Сергей Станиславович — Артист Санкт-Петербургского государственного академического Малого драматического театра
- Блинов Александр Степанович — Артист балета Уральского государственного русского народного хора, Свердловская область
- Бородин Анатолий Александрович — Солист Краснодарского государственного театра оперетты
- Бочкин Игорь Иванович — Артист кино, город Москва
- Брайм Александр Никитич — Художественный руководитель эстрадного коллектива «Огни эстрады» Московской областной филармонии
- Виноградова Раиса Ананьевна — Артистка Московской областной филармонии
- Володин Эрик Георгиевич — Педагог-балетмейстер Театра балета Государственного Кремлёвского Дворца, город Москва
- Глаголева Вера Витальевна — Артистка кино, город Москва
- Голуб Марина Григорьевна — Артистка Московского еврейского театра «Шалом»
- Горюнкова Эльвира Дмитриевна — Солистка Саратовского государственного театра оперетты
- Григорьев Владимир Георгиевич — Артист балета Новосибирского государственного академического театра оперы и балета
- Дардыкина Юлия Павловна — Солистка Московской областной филармонии
- Дементьева Ольга Валентиновна — Артистка оркестра Саратовского академического театра оперы и балета
- Деринг Виктор Эдуардович — Художественный руководитель, главный дирижёр Государственного оркестра кинематографии Республики Татарстан
- Диев Андрей Борисович — Солист Московской государственной филармонии
- Дорда Нина Ильинична — Солистка концертного объединения «Эстрада» при Московском государственном концертном объединении «Москонцерт»
- Ермаков Александр Николаевич — Артист Государственного академического симфонического оркестра под управлением Е. Светланова, город Москва
- Ефремов Валерий Григорьевич — Солист Красноярского академического симфонического оркестра
- Жигунов Сергей Викторович — Артист кино, город Москва
- Зайчук Юрий Владимирович — Солист Красноярского академического симфонического оркестра
- Зарубин Сергей Михайлович — Артист Российского государственного театра «Сатирикон» имени А. Райкина, город Москва
- Захарова Светлана Григорьевна — Артистка Татарской государственной филармонии имени Г. Тукая
- Зубенко Владимир Иванович — Артист Калининградской областной филармонии
- Кадашников Николай Георгиевич — Концертмейстер Волгоградского симфонического оркестра
- Коконин Николай Михайлович — Артист Рязанского государственного театра драмы
- Котенев Александр Михайлович — Артист балета Уральского государственного русского народного хора, Свердловская область
- Куцентов Евгений Викторович — Солист Вологодской областной государственной филармонии
- Лошмакова Татьяна Ивановна — Преподаватель Академии хорового искусства, город Москва
- Мальченко Михаил Александрович — Артист Ставропольского краевого академического театра драмы имени М. Ю. Лермонтова
- Меркурьев Евгений Петрович — Артист Санкт-Петербургского государственного драматического театра «На Литейном»
- Мироненко Валерий Иванович — Солист Саратовской областной филармонии
- Мишин Виталий Матвеевич — Солист акционерного общества «Центр музыки» Московского союза концертных деятелей
- Морщаков Дмитрий Николаевич — Артист оркестра Краснодарского творческого объединения «Премьера»
- Мосолова Галина Алексеевна — Солистка Калининградской областной филармонии
- Наливайко Лидия Ефимовна — Солистка ансамбля «Гусляры» Псковской областной филармонии
- Овсянникова Марина Петровна — Солистка Липецкой государственной филармонии
- Петрова Людмила Петровна — Концертмейстер Белгородской государственной филармонии
- Пономарёв Георгий Николаевич — Артист Тверского областного драматического театра
- Потанин Валерий Викторович — Артист Воронежского академического театра драмы имени А. В. Кольцова
- Проскура Валентин Владимирович — Солист Вологодской областной государственной филармонии
- Розанова Ирина Юрьевна — Артистка Московского драматического театра на Малой Бронной
- Романова Нина Ивановна — Солистка оперы Санкт-Петербургского государственного академического театра оперы и балета имени М. П. Мусоргского
- Ростов Александр Владимирович — Артист Ставропольского краевого академического театра драмы имени М. Ю. Лермонтова
- Самойлова Вера Николаевна — Солистка Саратовского государственного театра оперетты
- Свенцицкий Анатолий Борисович — Артист концертного литературно-драматического объединения при Московском государственном концертном объединении «Москонцерт»
- Слепкова Нина Анатольевна — Солистка филармонического объединения Московского союза концертных деятелей
- Смирнова Кира Петровна — Артистка концертного объединения «Эстрада» при Московском государственном концертном объединении «Москонцерт»
- Соколова Светлана Ивановна — Солистка Приморской краевой филармонии
- Соломатин Сергей Алексеевич — Артист Большого Московского государственного цирка на проспекте Вернадского
- Сорокина Валентина Ивановна — Солистка Камерного оркестра Оренбургской областной филармонии
- Столяров Владимир Иванович — Артист Большого Московского государственного цирка на проспекте Вернадского
- Тукиш Анатолий Николаевич — Солист Санкт-Петербургского государственного музыкального театра «Мюзик-холл»
- Ходова Агунда Татархановна — Художественный руководитель Камерного хора Министерства культуры Республики Северная Осетия
- Шевелёва Евгения Ильинична — Доцент Российской академии музыки имени Гнесиных, город Москва
- Шмелёва Ирина Викторовна — Артистка Московского драматического театра имени Н. В. Гоголя
- Юдина Раиса Борисовна — Артистка Тамбовского государственного театра кукол
- Яковлева Елена Алексеевна — Артистка Московского театра «Современник»
- Якон Михаил Ильич — Художественный руководитель ансамбля концертно-циркового объединения «Эра» при Московском государственном концертном объединении «Москонцерт»
- Яровая Ирина Васильевна — Артистка Большого Московского государственного цирка на проспекте Вернадского
- Яровой Иван Терентьевич — Артист Большого Московского государственного цирка на проспекте Вернадского